# ابن الطبري
أحمد بن صالح المصري الشافعي، أبو جعفر المعروف بابن الطبري (170 هـ - 248 هـ)، محدث الديار المصرية في القرن الثالث الهجري. ذكره الذهبي ضمن علماء الطبقة السادسة من حفاظ القرآن الكريم، كما ذكره ابن الجزري ضمن علماء القرءات.

## سيرته
كان ابن الطبري من أوعية العلم في القرن الثالث الهجري، ارتحل في طلب الحديث، وكان عالما بالعلل، والفقه، والنحو، والقراءات. حيث قرأ على ورش وقالون، وله عن كل منهما رواية، ورى عنه القراءة محمد بن حجاج الرشجيني، والحسن بن أبي مهران، والحسن بن علي بن مالك الأسناني، الحسن بن القاسم بن عبد الله.
كان ابن الطبري لا يحدث إلا ذا لحية، ولا يترك أمردا يحضر مجلسه، فلما حمل أبو داود إليه ابنه ليسمع منه - وكان إذ ذاك أمرد - أنكر أحمد بن صالح على أبو داود، فقال له أبو داود: هو أحفظ من أصحاب اللحى. فسأله عن أشياء أجابه عن جميعها، فحدثه حين إذ.
ارتحل ابن الطبري إلى بغداد سنة 212 هـ وقابل أحمد بن حنبل، وحصلت بينهما مناظرة، ذكرها الخطيب البغدادي في تاريخه:
«قال أَبَو بَكْر بْن زنجويه : قدمت مصر وأتيت أَحْمَد بْن صالح، فسألني من أين أنت؟
قلت: من بغداد. قال: منزلك من منزل أَحْمَد بْن حنبل؟ قلت. أنا من أصحابه. قَالَ:
تكتب لي موضع منزلك فإنى أريد أن أوافي العراق حتى تجمع بيني وبين أَحْمَد بْن حنبل: فكتبت لَهُ فوافى أَحْمَد بْن صالح سنة اثنتي عشرة إِلَى عفان فسأل عني، فلقيني. فَقَالَ: الموعد الَّذِي بيني وبينك؟ فذهبت بِهِ إِلَى أَحْمَد بْن حنبل واستأذنت لَهُ فقلت: أَحْمَد بْن صالح بالباب، فأذن لَهُ، فقام إليه ورحب بِهِ وقربه وَقَالَ لَهُ: بلغني إنك جمعت حديث الزهري، فتعال نذاكر ما روى الزهري عَنْ أصحاب رسول اللَّه صَلَّى اللَّهُ عَلَيْهِ وَسَلَّمَ، فجعلا يتذاكران ولا يغرب أحدهما عن الآخر حتى فرغا، قَالَ: وما رأيت أحسن من مذاكرتهما.
ثم قَالَ أَحْمَد بْن حنبل لأحمد بن صالح: تعالى حتى نذاكر ما روى الزهري عَنْ أولاد أصحاب رسول اللَّه صَلَّى اللَّهُ عَلَيْهِ وَسَلَّمَ، فجعلا يتذاكران أحدهما على الآخر إِلَى أن
قَالَ أَحْمَد ابن حنبل لأحمد بْن صالح. عند الزُّهْرِيُّ عَنْ مُحَمَّدِ بْنِ جُبَيْرِ بْنِ مُطْعِمٍ عَنْ أَبِيهِ عَنْ عَبْد الرَّحْمَن بْن عَوْفٍ قَالَ النَّبِيّ صَلَّى اللَّهُ عَلَيْهِ وَسَلَّمَ: «مَا يسرني أن لي حمر النعم وأن لي حلف المطيبين»
. فَقَالَ أَحْمَد بْن صالح لأحمد بن حنبل: أنت الأستاذ وتذكر مثل هَذَا؟ فجعل أَحْمَد بْن حنبل يبتسم ويَقُولُ: رواه عَنِ الزهري رجل مقبول، أو صالح- عَبْد الرَّحْمَن بْن إِسْحَاق- فَقَالَ: من رواه عَنْ عَبْد الرَّحْمَن؟ فقال: حدّثناه رجلان تقيان- إسماعيل بن علية، وبشر بن الفضل- فقال أحمد بن صالح لأحمد بن حنبل:
سألتك بالله إلا أمليته عَلِيّ، فَقَالَ أَحْمَد من الكتاب، فقام ودخل وأخرج الكتاب
وأملى عَلَيْهِ، فَقَالَ أَحْمَد بْن صالح لأحمد بْن حنبل: لو لم أستفد بالعراق إلا هَذَا الحديث كَانَ كثيرا. ثم ودعه وخرج.»

## روايته للحديث النبوي
روى عن: إبراهيم بن الحجاج، وأسد بن موسى المصري، وإسماعيل بن أبي أويس المدني، وحرمي بن عمارة بن أبي حفصة البصري، وخالد بن نزار الأيلي، وسفيان بن عيينة، وسلامة بن روح الأيلي، وعبد الله بن إبراهيم بن عمر بن كيسان الصنعاني، وعبد الله بن نافع الصائغ، وعبد الله بن وهب، وعبد الرزاق بن همام، وعبد الملك بن عبد الرحمن الذماري، وعفان بن مسلم الصفار، وعنبسة بن خالد الأيلي، وأبو نعيم الفضل بن دكين، وقدامة بن محمد الخشرمي، ومحمد بن إسماعيل بن أبي فديك، ويحيى بن حسان التنيسي، ويحيى بن محمد الجاري.
روى عنه: البخاري، وأبو داود، وإبراهيم بن عمرو بن ثور الزوفي، وأحمد بن محمد بن الحجاج بن رشدين بن سعد، وأحمد بن محمد بن نافع الطحان، وإسماعيل بن الحسن الخفاف المصري، وإسماعيل بن عبد الله الأصبهاني، وإسماعيل بن محمد بن قيراط الدمشقي، وصالح بن محمد البغدادي الحافظ، والعباس بن محمد بن العباس البصري، وعبد الله بن أبي داود السجستاني، وعبد العباس بن محمد بن العباس البصري بن عبد ربه النسفي، وأبو زرعة الدمشقي، وأبو زرعة الرازي، وعبيد بن رجال المصري، وعثمان بن سعيد الدارمي، وعلي بن الحسين بن الجنيد الرازي، وعمر بن عبد العزيز بن عمران بن أيوب بن مقلاص الخزاعي المصري، وعمر بن أبي عمر العبدي البلخي، وعمرو بن محمد بن بكير الناقد وهو من أقرانه، وأبو موسى محمد بن المثنى وهو من أقرانه، وابن وارة، ومحمد بن هارون بن حسان البرقي، وأبو الأحوص محمد بن الهيثم بن حماد قاضي عكبرا، ومحمود بن غيلان المروزي وهو من أقرانه، وموسى بن سهل الرملي، ويعقوب بن سفيان الفارسي، ويوسف بن موسى المروذي.

## أقوال العلماء فيه
- قال الفضل بن دكين: ما قدم علينا أحد أعلم بحديث أهل الحجاز من أحمد بن صالح.
- قال أبو زرعة الدمشقي: قدمت العراق فسألني أحمد بن حنبل: من خلفت بمصر؟ قلت: أحمد بن صالح. فسر بذكره، وذكر خيرا، ودعا الله له.
- وقيل لأحمد بن حنبل: من أعرف الناس بأحاديث ابن شهاب، قال: أحمد بن صالح المصري، ومحمد بن يحيى النيسابوري.
- وقال البخاري: أحمد بن صالح ثقة صدوق ما رأيت أحدا يتكلم فيه بحجة، كان أحمد بن حنبل وعلي وابن نمير وغيرهم يثبتون أحمد بن صالح، كان يحيى يقول: سلوا أحمد فإنه أثبت.
- وقال ابن نمير: هو واحد الناس في علم الحجاز والمغرب، فهم، وجعل يعظمه.
- وقال ابن وارة: أحمد بن صالح بمصر وأحمد بن حنبل ببغداد وابن نمير بالكوفة والنفيلي بحران هؤلاء أركان الدين.
- وقال العجلي: أحمد بن صالح المصري ثقة صاحب سنة.[7]
- وقال أبو حاتم الرازي: ثقة، كتبت عنه بمصر ودمشق وأنطاكية.[8]
- وقال أبو زرعة الدمشقي: ذاكرت أحمد بن صالح مقدمه دمشق سنة سبع عشرة ومئتين.
- وقال أبو بكر الخطيب: احتج سائر الأئمة بحديث أحمد بن صالح سوى أبي عبد الرحمن النسائي، فإنه ترك الرواية عنه، وكان يطلق اللسان فيه، وليس الأمر على ما ذكر النسائي.
- وقال يعقوب الفسوِي: كتبت عن ألف شيخ وكسر حجتي فيما بيني وبين الله رجلانِ أحمد بن حنبل وأحمد بن صالح.
- وقال ابن حبان في طبقاته: وكان أحمد هذا في الحديث وحفظه ومعرفة التاريخ وأسباب المحدثين عند أهل مصر كأحمد بن حنبل عند أصحابنا بالعراق ولكنه كان صلفا تياها لا يكَاد يعرف أقدار من يختلف إليه فكان يحسد على ذلك.[9]
- وقال الذهبي: الحافظ الثبت، أحد الأعلام.[10]
- وقال ابن حجر العسقلاني: ثقة حافظ من العاشرة تكلم فيه النسائي بسبب أوهام له قليلة ونقل عن ابن معين تكذيبه وجزم ابن حبان بأنه إنما تكلم في أحمد ابن صالح الشمومي فظن النسائي أنه عني ابن الطبري.[11]